# ダーク・デイズ・イン・パラダイス
『ダーク・デイズ・イン・パラダイス』（Dark Days in Paradise）は、北アイルランドのギタリスト、ゲイリー・ムーアが1997年に発表したスタジオ・アルバム。

## 背景
ムーアは『スティル・ゴット・ザ・ブルーズ』（1990年）以降、ブルース色の強い作品のリリースを続けてきたが、本作および次作『ディファレント・ビート』（1999年）では音楽性を変え、2001年のアルバム『バック・トゥ・ザ・ブルース』で再びブルース路線に戻る結果となった。当時ムーアはドラムン・ベースに傾倒しており、本作と『ディファレント・ビート』でドラムスを担当したゲイリー・ハズバンドは後年「結果として、バランスの悪いアルバムになってしまった気がする。ドラムン・ベースのリスナーはギターを聴くことを欲していなかったし、ゲイリーのファンはテクノロジーに興味がなかった」と振り返っている。
2002年リマスターCDにボーナス・トラックとして追加された「バーニング・イン・アワ・ハーツ」と「ゼア・マスト・ビー・ア・ウェイ」は、元々はCDシングル「ワン・グッド・リーズン」のカップリング曲として発表された。

## 反響・評価
オーストリアのアルバム・チャートでは6週トップ50入りし、最高19位を記録した。全英アルバムチャートでは大きな成功を収められず、2週トップ100入りして最高43位を記録するにとどまり、全英シングルチャートでは「ワン・グッド・リーズン」が79位、「アイ・ハヴ・ファウンド・マイ・ラヴ・イン・ユー」が90位に達した。
Greg Pratoはオールミュージックにおいて5点満点中3.5点を付け「『ヴィクティムズ・オブ・ザ・フューチャー』あたりのファンは、『ハードロックはどこへ行ってしまうのだろう?』と、置いてきぼりにされた気分になるかもしれないが、ムーアの新機軸に対し好奇心を抱いている向きにとっては、興味深いことだろう」と評している。

## 収録曲
全曲ともゲイリー・ムーア作。
1. ワン・グッド・リーズン - "One Good Reason" – 3:02
2. コールド・ウィンド・ブロウズ - "Cold Wind Blows" – 5:26
3. アイ・ハヴ・ファウンド・マイ・ラヴ・イン・ユー - "I Have Found My Love in You" – 4:53
4. ワン・ファイン・デイ - "One Fine Day" – 4:58
5. ライク・エンジェルズ - "Like Angels" – 7:32
6. ホワット・アー・ウィ・ヒア・フォー? - "What Are We Here for?" – 5:44
7. オールウェイズ・ゼア・フォー・ユー - "Always There for You" – 4:33
8. アフレイド・オブ・トゥモロー - "Afraid of Tomorrow" – 6:42
9. ホエア・ディド・ウィ・ゴー・ロング? - "Where Did We Go Wrong?" – 6:36
10. ビジネス・アズ・ユージュアル - "Business as Usual" – 18:02
  - 本編終了後、約1分の無音状態を経て隠しトラックの「Dark Days in Paradise」が演奏される。

### 2002年リマスターCDボーナス・トラック
1. バーニング・イン・アワ・ハーツ - "Burning in Our Hearts" – 6:03
2. ゼア・マスト・ビー・ア・ウェイ - "There Must Be a Way" – 4:05

## 参加ミュージシャン
- ゲイリー・ムーア - ボーカル(all songs)、ギター(all songs)、ストリングス・アレンジ(on #1, #8, #10)
- マグナス・ファインズ、フィル・ニコラス - キーボード、プログラミング
- ガイ・プラット - ベース
- ゲイリー・ハズバンド（英語版） - ドラムス
- チャイナ・ゴードン、ディー・ルイス - バッキング・ボーカル
- ニック・イングマン（英語版） - ストリングス・アレンジ(on #1, #10)
- エド・シャーマー - ストリングス・アレンジ(on #8)